# Gemeindeprüfungsanstalt Nordrhein-Westfalen
Die Gemeindeprüfungsanstalt Nordrhein-Westfalen (gpaNRW) ist eine Anstalt des öffentlichen Rechts des Landes Nordrhein-Westfalen mit Dienstherrenfähigkeit. Sie wurde durch Gesetz vom 30. April 2002 errichtet.
Seit dem 15. September 2023 leitet Michael Esken die Gemeindeprüfungsanstalt Nordrhein-Westfalen (GPANRW) mit Sitz in Herne. Vorherige Präsidenten waren Rainer Christian Beutel (2002–2007), Werner Haßenkamp (2009–2017) und Heinrich Böckelühr (2017–2022).
Die Gemeindeprüfungsanstalt führt insbesondere die überörtliche Prüfung bei den Gemeinden und Landkreisen durch und ist für die Jahresabschlussprüfung bei deren Eigenbetrieben zuständig. Das für Kommunales zuständige Ministerium des Landes NRW kann die gpaNRW mit Prüfungen und der Erstellung von Gutachten beauftragen.
Organe sind der Verwaltungsrat und der Präsident. Sie untersteht der Rechtsaufsicht des Ministeriums für Heimat, Kommunales, Bau und Digitalisierung des Landes Nordrhein-Westfalen.

## Nutzer
Neben den 396 Städten und Gemeinden zählen die 30 Kreise sowie die Städteregion Aachen, die beiden Landschaftsverbände, der Regionalverband Ruhr, die 223 Zweckverbände sowie etwa 650 Eigenbetriebe und sonstige prüfungspflichtige Einrichtungen in Nordrhein-Westfalen zu den Nutzern der gpaNRW. Aufgabe: Zum 1. Januar 2003 durch Gesetz als Teil der allgemeinen Aufsicht des Landes über die Kommunen gegründet, prüft die gpaNRW gemäß § 105 Gemeindeordnung NRW die Kommunen in Nordrhein-Westfalen auf Rechtmäßigkeit, Sachgerechtigkeit und Wirtschaftlichkeit. Auf Wunsch berät sie und unterstützt durch Serviceleistungen. Im Mittelpunkt der Arbeit der gpaNRW stehen die Haushalte der Kommunen. Die überörtliche Prüfung verfolgt folgende Ziele: Erhöhung der Wirtschaftlichkeit, Erhöhung der Steuerungsfähigkeit, Sicherung der Rechtmäßigkeit des kommunalen Handelns sowie Förderung der Fortentwicklung kommunaler Selbstverwaltung.

## Grundlagen und Rahmen der Arbeit der gpaNRW
Die überörtliche Prüfung basiert auf einer vergleichenden Betrachtung kommunaler Leistungen. Die gpaNRW zeigt damit Möglichkeiten zu Verbesserungen auf, die andernorts bereits praktiziert werden. Gemessen an der jeweiligen Haushaltslage und den maßgeblichen örtlichen Strukturen regt sie Veränderungen an, die z. B. zur Konsolidierung des Haushalts genutzt werden können. Die Rahmenbedingungen, unter denen die gpaNRW arbeitet werden gebildet durch: das Gemeindeprüfungsanstaltsgesetz (GPAG), die Satzung über die örtliche Prüfung, die Gebührensatzung, die Haushaltssatzung einschl. Stellenplan, die Eröffnungsbilanz zum 1. Januar 2009, den Jahresabschluss und den Produktplan.

## Organe der gpaNRW
Organe der gpaNRW sind der Verwaltungsrat und der Präsident. Der Verwaltungsrat besteht aus je drei Vertretern der Mitglieder des Städte- und Gemeindebundes NRW, des Landkreistages NRW und des Städtetages NRW sowie einem Vertreter des Ministeriums für Heimat, Kommunales, Bau und Digitalisierung des Landes Nordrhein-Westfalen. Der Verwaltungsrat beschließt u. a. den Haushalt der gpaNRW und befindet über die Gebührensatzung. Die aktuelle Zusammensetzung des Verwaltungsrates kann auf der Homepage der gpaNRW eingesehen werden.

## Die Organisation der gpaNRW
Die gpaNRW wird von ihrem Präsidenten und seiner Stellvertreterin geleitet.
Neben zwei Stabsstellen (Steuerungsunterstützung und Zentrales Qualitätsmanagement), die direkt dem Präsidium zugeordnet sind, ist die gpaNRW in vier Abteilungen untergliedert. Diese sind nach fachlichen Themengebieten strukturiert. Der genaue Aufbau kann dem aktuellen Organigramm auf der Homepage der gpaNRW entnommen werden.

## Prüfung
§ 105 der Gemeindeordnung für das Land Nordrhein-Westfalen (GO NRW) beschreibt die Aufgaben, die der gpaNRW zufallen. Die von ihr durchzuführende überörtliche Prüfung erstreckt sich im Wesentlichen auf die Haushaltswirtschaft der Gemeinden auf vergleichender Grundlage in den Kommunen Nordrhein-Westfalens. In vielen Kommunen bestehen kaum mehr finanzielle Spielräume. Daher ist es insbesondere Ziel der gpaNRW, finanzwirtschaftliche Spielräume aufzuzeigen, einen Beitrag zur Haushaltskonsolidierung zu leisten und damit die kommunale Selbstverwaltung zu stärken. Mit ihren Prüfungsergebnissen schafft die gpaNRW Transparenz für die Steuerungspolitik in der Kommune und gibt den Entscheidern Handlungsempfehlungen an die Hand. Methodisch stützt sich die gpaNRW insbesondere auf vergleichende Untersuchungen mittels Kennzahlen. Auf Basis der interkommunalen Vergleichswerte und von Benchmarks stellt die gpaNRW Unterschiede im Ressourceneinsatz dar und berechnet monetäre Potenziale. Auch veröffentlicht die gpaNRW „Gute Beispiele“ und Handlungsmöglichkeiten zu verschiedenen kommunalen Themenfeldern. Seit Dezember 2014 veröffentlicht die gpaNRW alle Berichte aus der überörtlichen Prüfung auf ihrer Homepage.
Darüber hinaus erstreckt sich die Prüfung durch die gpaNRW auch auf die kommunalen Zweckverbände, auf die bestimmungsgemäße Verwendung von zweckgebundenen Staatszuweisungen, die Prüfung der Zahlungsabwicklung und auf die Jahresabschlussprüfung der Eigenbetriebe.
Gemäß § 94 Absatz 2 der GO NRW dürfen für die automatisierte Ausführung der Geschäfte der kommunalen Haushaltswirtschaft nur Fachprogramme verwendet werden, die von der gpaNRW zugelassen sind.
Außerdem ist die gpaNRW für die Zulassung von Anwendungen hybrider und digitaler Sitzungen für kommunale Gremien gem. § 6 des Gesetzes zur Einführung digitaler Sitzungen für kommunale Gremien und zur Änderung kommunalrechtlicher Vorschriften zuständig.

## Beratung und Stärkungspakt Stadtfinanzen
Neben der Prüfungstätigkeit ist die gpaNRW auch beratend tätig. Erfahrungen und Erkenntnisse, welche die gpaNRW in allen Kommunen in NRW und in verschiedenen Handlungsfeldern gesammelt hat, können dadurch zielgerichtet von Kommunen in Anspruch genommen werden. Die Beratungsfelder im Überblick: Organisations- und Prozessoptimierungen, Stellenbemessung und -bewertung / Eingruppierung, Haushaltskonsolidierung, Risikomanagement für Eigenbetriebe, Informationstechnik, Bauhof und Gebäudewirtschaft.
Außerdem wurden alle am Stärkungspakt Stadtfinanzen NRW teilnehmenden Kommunen auf Kosten des Landes NRW von der gpaNRW dahingehend beraten werden, wie weitere Haushaltseinsparungen erzielt werden können. Derzeit befindet sich noch eine Kommune im Stärkungspakt Stadtfinanzen.